# Sebastien de Castell
Œuvres principales
- Série Les Manteaux de gloire
- Série L'Anti-Magicien

Sebastien de Castell, né à Pointe-Claire au Québec, est un romancier canadien, principalement connu pour les séries Les Manteaux de gloire et L'Anti-Magicien.
Diplômé en archéologie, il abandonne très vite les fouilles pour se consacrer la musique et l'écriture.

## Récompenses
Les Manteaux de gloire (Greatcoat), publié en France par Bragelonne, a été nommé pour le prix David-Gemmell (prix Morningstar du meilleur premier roman), le prix Astounding du meilleur nouvel écrivain ainsi que le prix du meilleur premier roman étranger aux Imaginales en France.
L'anti-Magicien (Spellslinger), publié en France chez Gallimard Jeunesse, a été nommé au grand prix de l'Imaginaire, au Sunburst Award et a remporté le prix Elbakin.net en 2018.

## Œuvres

### UniversL'Anti-Magicien

#### SérieL'Anti-Magicien
1. L'Anti-Magicien, Gallimard Jeunesse, 2018 ((en) Spellslinger, 2017)
2. L'Ombre au noir, Gallimard Jeunesse, 2018 ((en) Shadowblack, 2017)
3. L'Ensorceleuse, Gallimard Jeunesse, 2019 ((en) Charmcaster, 2018)
4. L'Abbaye d'ébène, Gallimard Jeunesse, 2019 ((en) Soulbinder, 2018)
5. Les Traîtres de la cour, Gallimard Jeunesse, 2020 ((en) Queenslayer, 2019)
6. Hors la loi, Gallimard Jeunesse, 2021 ((en) Crownbreaker, 2019)

#### SérieFuria Perfax
1. Maudite, Gallimard Jeunesse, 2023 ((en) Way of the Argosi, 2021)
2. La Voyageuse, Gallimard Jeunesse, 2024 ((en) Fall of the Argosi, 2022), trad. Laetitia Devaux, 400 p.  (ISBN 978-2-07-519365-8)
3. (en) Fate of the Argosi, 2023

### SérieLes Manteaux de gloire
1. Les Manteaux de gloire, Bragelonne, 2015 ((en) Traitor's Blade, 2014)
2. (en) Knight's Shadow, 2015
3. (en) Saint's Blood, 2016
4. (en) Tyrant's Throne, 2017

- (en) Tales of the Greatcoats, 2022, recueil de nouvelles

### Romans indépendants
- (en) The Malevolent Seven, 2023